# 阿離胺酸
阿離胺酸（英語：Allysine，也常根据结构写作ε-醛赖氨酸）是赖氨酸的氧化衍生物，用於彈性蛋白以及膠原的製備。阿離胺酸的生成需要酵素賴胺醯氧化酶在胞外基質的催化，並且阿離胺酸在交聯結構的形成扮演了重要的角色，能夠使彈性蛋白和膠原更為穩定。